# 1945年の日本公開映画
- 映画 > 映画の一覧 > 年度別日本公開映画 > 1945年の日本公開映画
- 映画 > 1945年の映画 > 1945年の日本公開映画

1945年の日本公開映画（1945ねんのにほんこうかいえいが）では、1945年（昭和20年）1月1日から同年12月31日までに日本で商業公開された映画の一覧を記載。
記載の凡例については年度別日本公開映画#凡例を参照

## 作品一覧

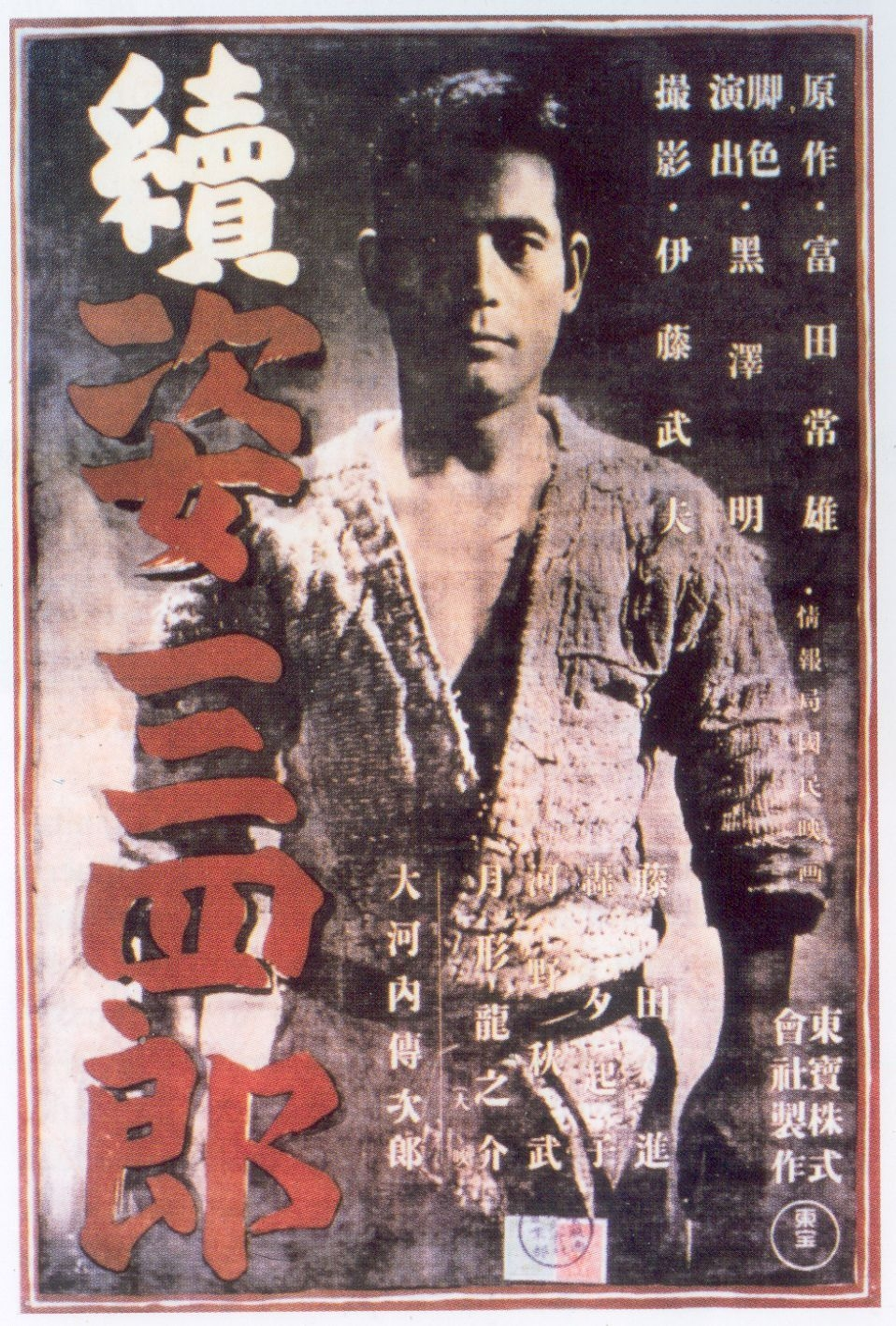
5月3日公開『續姿三四郎』（黒澤明監督）

### 1月
- 11日
  - 天晴れ一心太助（日本）
  - 龍の岬（日本）
- 25日
  - 勝利の日まで（日本）
  - 姿なき敵（日本）

### 2月
- 8日
  - 海の虎（日本）
  - 名刀美女丸（日本）
- 22日
  - 間諜海の薔薇（日本）
  - 必勝歌（日本）

### 3月
- 8日
  - 後に続くを信ず（日本）
- 29日
  - 撃滅の歌（日本）
  - 突貫驛長（突貫駅長）（日本）

### 4月
- 12日
  - 紅顏鼓笛隊（日本）
  - 桃太郎 海の神兵（日本）[1]
- 26日
  - 乙女のゐる基地（日本）

### 5月
- 3日
  - 続姿三四郎（日本）
- 17日
  - 生ける椅子（日本）
  - 日本剣豪伝（日本）

### 6月
- 28日
  - ことぶき座（日本）
  - 三十三間堂通し矢物語（日本）

### 7月
- 12日
  - 東海水滸伝（日本）
- 26日
  - 愛の誓ひ（日本）
  - 最後の帰郷（日本）

### 8月
- 5日
  - 北の三人（日本）
- 30日
  - 伊豆の娘たち（日本）[2]
  - 花婿太閤記（日本）[2]

### 9月
- 13日
  - 別れも愉し（日本）[2]

### 10月
- 11日
  - そよかぜ（日本）[3][2]
- 25日
  - 海を呼ぶ声（日本）[4]
  - 千日前附近（日本）[3][2]

### 11月
- 8日
  - 狐の呉れた赤ん坊（日本）[5][4]
- 22日
  - 歌へ!太陽 （日本）[2]
- 29日
  - 天国の花嫁（日本）[2]

### 12月
- 6日[6]
  - ウエヤ殺人事件（英語版）（イギリス） - 製作国では1938年公開。日本映画貿易社にストックされていたもの。
  - ユーコンの叫び（英語版）（アメリカ） - 製作国では1938年公開。日本映画貿易社にストックされていたもの[7]。

- 13日
  - 新風（日本）[2]
- 20日
  - 最後の攘夷党（日本）[4]
- 27日
  - 東京五人男（日本）
  - 犯罪者は誰か（日本）[4]

### 公開月不明
- 昆虫天国（日本）
- 娘道成寺（日本）
- 虎狼闘艶（満洲）
- 芝蘭夜曲（満洲）
- 蘭花特攻隊（満洲）
- 蘇少妹（満洲）
- 大地逢春（満洲）
- 夜半鐘声（満洲）